# Суейн (окръг, Северна Каролина)
Окръг Суейн (на английски: Swain County) е окръг в щата Северна Каролина, Съединени американски щати. Площта му е 1401 km², а населението – 14 346 души (2016). Административен център е град Брайсън Сити.